# Louis Beel
Louis Beel o Louis Joseph Maria Beel (Roermond, 12 d'abril de 1902 - Utrecht, 11 de febrer de 1997) va ser un polític neerlandès del desaparegut Partit Popular Catòlic (PPC) ara unit amb la Crida Demòcrata Cristiana (LD).
Va servir com el Primer Ministre dels Països Baixos des del 3 de juliol de 1946 fins al 7 d'agost de 1948 i una vegada més entre el 22 de desembre de 1958 fins al 19 de maig de 1959.